# Odezia perfusa
Odezia perfusa là một loài bướm đêm trong họ Geometridae.